# Кампоногара
Кампонога̀ра (на италиански: Camponogara) е град и община в Северна Италия, провинция Венеция, регион Венето. Разположен е на 5 m надморска височина. Населението на общината е 13 150 души (към 2014 г.).